# Inter Insigniores
Inter Insigniores is een verklaring van de Congregatie voor de Geloofsleer van oktober 1976 over de kwestie van toelating van vrouwen tot het priesterambt.  Het document kwam tot stand onder het voorzitterschap van Franjo kardinaal Šepe en bespreekt de verschillende theologische en historische redenen waarom de priesterwijding in de Katholieke Kerk enkel aan mannen kan toegediend worden. 
Inter Insigniores concludeert dat de Kerk “zichzelf niet beschouwt als het gezag dat vrouwen toe kan laten tot de priesterwijding”. Als argumenten worden onder meer genoemd: het in het Nieuwe Testament gegeven voorbeeld van Christus die alleen mannen tot apostel koos en de constante praktijk van de Kerk die in navolging van Christus alleen mannen heeft gekozen. De Romeinse verklaring stelt, dat de praxis van Jezus en de oerkerk niet is ingegeven door de socio-culturele context van die tijd en dat zij van normatieve betekenis is voor de latere Kerk.